# كاراباو (مشروب طاقة)
مشروب كاراباو دانغ للطاقة (بالتايلندية: คาราบาวแดง) و(بالإنجليزية: Carabao Dang Energy Drink)‏ هو مشروب طاقة تايلاندي تم إطلاقه عام 2002 بواسطة شركة كاراباو تواندانغ المحدودة. ويُعتبر الآن ثاني أكثر مشروبات الطاقة شعبية في تايلاند. سُمي المنتج تيمناً بجاموس الكاراباو.

## وصلات خارجية
- الموقع الرسمي
- الموقع الرسمي للشركة